# Impatiens lucorum
Impatiens lucorum är en balsaminväxtart som beskrevs av Joseph Dalton Hooker. Impatiens lucorum ingår i släktet balsaminer, och familjen balsaminväxter. Inga underarter finns listade i Catalogue of Life.